# Eklekticizam
Eklekticizam ili eklektizam (grč. eklektikós, 'izbirljiv') filozofska je metoda misaonih sustava koja se ne drži ni jedne rigidne paradigme postavljenih pretpostavki ili zaključaka, već selektivnim probiranjem stvara višestruke teorije kako bi stekla uvid u fenomen, ili primjenjuje samo određene teorije u određenim slučajevima.
Pojam potiče od grčke riječi eklektikos (ἐκλέγειν), što znači „birati najbolje”. Eklekticizam u psihologiji i socijalnom radu predstavlja pristup stvarnosti po kome mnogi faktori utječu na ponašanje i psihu, te je neizbježno razmotriti sve perspektive pri identificiranju, objašnjavanju, određivanju i promjeni ponašanja.
Eklekticizam se ponekad može činiti neelegantan i kompliciran, a eklektičar je ponekad kritiziran zbog nedostatka dosljednosti u svoje mišljenje. No, to je uobičajeno u mnogim područjima istraživanja. Na primjer, većina psihologa prihvaća određene aspekte biheviorizma, ali ne pokušava koristiti tu teoriju da objasni sve aspekte ljudskog ponašanja.

## Umjetnost
Eklekticizam u umjetnosti je spajanje i miješanje raznih stilova ili "posuđivanje" elemenata jednog umjetničkog pravca u drugim pravcima. Većina suvremene, osobito postmoderne umjetnosti, smatra se eklektičnom.
Eklekticizam se u arhitekturi javlja već u 19. stoljeću upotrebljavanjem ili imitacijom elemenata iz različitih i često kontradiktornih arhitektonskih stilova, ili na kraju i elemenata iz djela drugih umjetnika i njihovog spajanja u nove cjeline ili kompozicije (tzv. historicizam). Suvremena postmoderna arhitektura također njeguje neke oblike eklekticizma. 
Također, hrvatski pjesnik Tin Ujević bio je opisivan eklektikom.